# Грант, Тайра Катерина
Тайра Катерина Грант (англ. Tyra Caterina Grant; род. 12 марта 2008[…], Рим) — итальянская профессиональная теннисистка, до мая 2025 года выступавшая за США. Полуфиналистка турнира Большого шлема в смешанном парном разряде (Открытый чемпионат США-2024).
Победительница трёх юниорских турниров Большого шлема в парном разряде (Открытый чемпионат Франции-2023, Открытый чемпионат Австралии-2024, Уимблдон-2024) и финалистка юниорского турнира Большого шлема в парном разряде (Открытый чемпионат Франции-2024); бывшая вторая ракетка мира в юниорском рейтинге ITF (2024).

## Общая информация
Родилась 12 марта 2008 года в Риме, в Италия. И является дочерью американского бывшего баскетболиста Тайрона Гранта, который переехал в Италию, чтобы играть в баскетбол, и Чинции Джовинко, итальянской модели.
Она тренировалась в теннисном центре Piatti в Бордигера (Италия), а затем переехала в Орландо, штат Флорида (США), чтобы тренироваться в Ассоциации тенниса Соединённых Штатов. У неё есть младший брат по имени Тайсон, который также является теннисистом. Её мать также является её менеджером.
С 1 мая 2025 года она стала выступать под флагом Италии.

## Спортивная карьера
С Ивой Йович в 2024 году Грант выиграла финал парного разряда среди юниорок на Открытом чемпионате Австралии. На этом турнире пара не проиграла ни одного сета. Также американские девушки дошли до финала парного разряда среди юниорок на Открытом чемпионате Франции 2024 года. И выиграли парный титул на Уимблдонском турнире 2024 года.
В конце августа 2024 года Тайра дебютировала на взрослом турнире Большого шлема — на Открытом чемпионате США, получив wild card для участия в основной сетке в парном и в смешанном парном разрядах.
И сразу на этом турнире она дошла до полуфинала в смешанном парном разряде вместе с соотечественником Александаром Ковачевичем, где они проиграли итальянцам Саре Эррани и Андреа Вавассори (со счётом 3-6, 5-7) — в итоге ставшими чемпионами этого турнира.

## Итоговое место в рейтинге WTA по годам
| Год  | Одиночный рейтинг | Парный рейтинг |
| 2024 | 918               | 579            |
| 2023 | 761               | —              |